# Lefter Koka
Lefter Koka (ur. 4 sierpnia 1964 w Durrës) – burmistrz Durrës w latach 2003–2007 i minister środowiska Albanii w latach 2013–2017.

## Życiorys
Lefter Koka zaangażował się w działalność polityczną w 2000 roku; został wtedy członkiem rady miejskiej Durrës. Od 12 października 2003 do 18 lutego 2007 był burmistrzem tego miasta.
W latach 2009–2021 był deputowanym do Zgromadzenia Albanii początkowo z ramienia Socjalistycznego Ruchu Integracji, w 2013 roku przeszedł do Socjalistycznej Partii Albanii. Dnia 1 września 2021 roku zrzekł się mandatu poselskiego.
Od 15 września 2013 do 13 września 2017 był ministrem środowiska Albanii.
14 grudnia 2021 roku został aresztowany pod zarzutem korupcji.